# Cyathea wendlandii
Cyathea wendlandii là một loài thực vật có mạch trong họ Cyatheaceae. Loài này được (Mett. ex Kuhn) Domin mô tả khoa học đầu tiên năm 1929.